# Північна Лунда
Північна Лунда (порт. Lunda-Norte) - провінція в Анголі.
Провінція Північна Лунда знаходиться на крайньому північному сході Анголи, на відстані 500 кілометрів на схід від Луанди. На південь від провінції Північна Лунда лежить провінція Південна Лунда, на захід - провінція Маланже. На півночі і сході провінції проходить державний кордон між Анголою і Демократичною Республікою Конго.
Площа Північної Лунди становить 102 783 км ². Чисельність населення становить 418 000 осіб (на 2005 рік). Адміністративний центр - місто Лукапа.
Північна Лунда поділяється на 9 муніципій:
- Камбуло
- Каренда-Камулемба
- Каунгула
- Читато
- Куанго
- Суїло
- Лубало
- Лукара
- Ха-Мутеба

Невеликі території на півночі і сході провінції вкривають вологі савани, інші райони займають сухі савани. У долині річки Касаї збереглися тропічні ліси - джунглі. Найбільшими річками провінції є Кванго, Куїмо і Касаї.
Головна сільськогосподарська культура Північної Лунди - бавовник. Вирощується також рис, кукурудза, маніок. У провінції також добувають алмази.
Через Північну Лунду проходить стратегічна траса Луанда - Лубумбаші.